# 국도 제5호선 (미국)

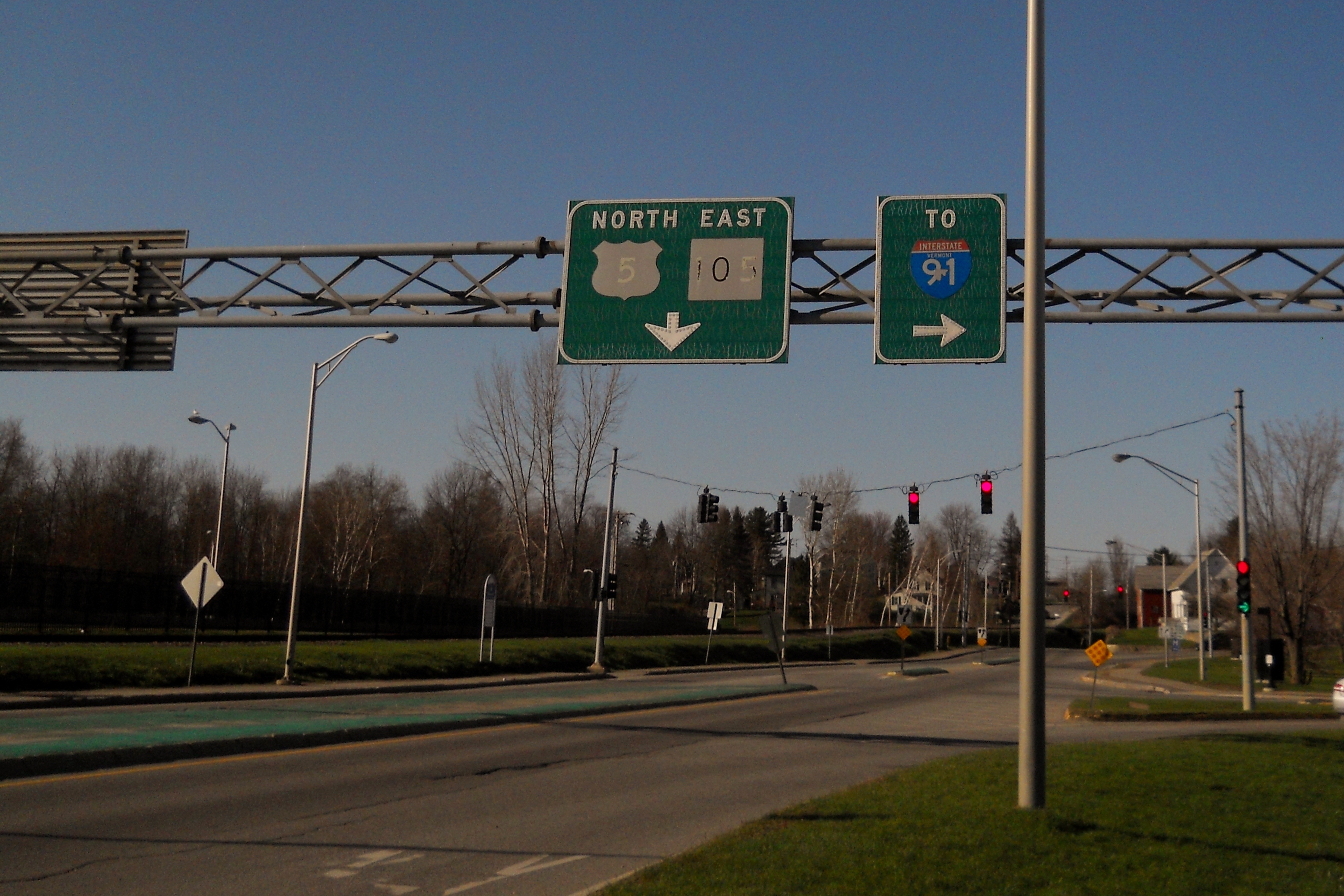
뉴포트의 한 교차점에서 만나고 있는 버몬트주도 제191호선과 주간고속도로 제91호선이 서로 만나는 모습. 그래서 해당 도로는 US 5번 국도가 교차하게 되어 있는 상대방 도로 노선이 안내되고 있다.

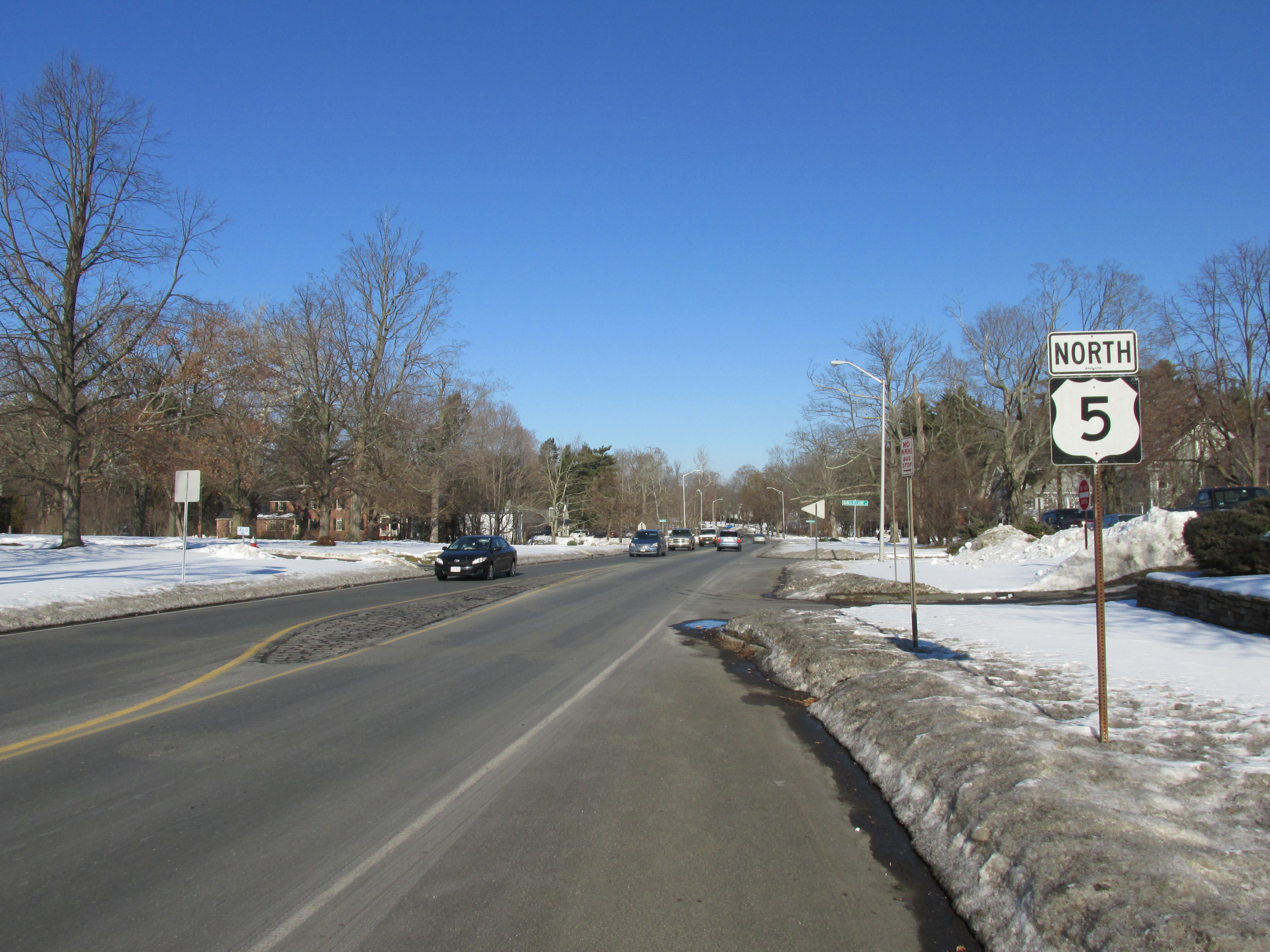
롱메도우의 북쪽으로 향하고 있는 미국 5번 국도.

국도 제5호선(U.S. Route 5)은 코네티컷주 뉴헤이븐에서 출발하여 매사추세츠주와 버몬트주를 거쳐 캐나다의 국경 지대인 스탠스테드까지 이어주는 총연장 300.34 마일의 거리를 가진 미국의 일반 국도이다. 해당 경로를 따라가게 되는 중요한 경과지들을 살펴보면, 뉴헤이븐과 하트퍼드, 스프링필드 등이 있다. 다만 하트퍼드의 북쪽에 자리잡은 세인트 존스베리의 연선을 이어주는 코네티컷강까지는 해당 도로와도 해당 경로를 강가와 같이 병주하고 있다. 다만 US 5번 국도의 전체적인 경로는 주간고속도로 제91호선과도 밀접한 관계가 있는 도로이기도 하나, 주간고속도로의 대리 역할을 충실히 할 수 있는 도로망이기도 하다. 또한 US 5의 종점은 버몬트주의 더비라인이기도 하나, 미국-캐나다 국경을 건너 더비라인-스탠스테드 국경 교차로이 자리잡은 퀘벡주의 주요 간선도로인 퀘벡주도 제143호선과도 연결된다.

## 주요 경유지
5번 국도가 통과하고 있는 주요 주들은 다음과 같다.
| 주요 경로 및 거리 |           |        |
| \| 지역 \| 거리 (mi) \| (km) \| \| ------------ \| --------- \| ------ \| \| 코네티컷주 \| 54.59 \| 87.85 \| \| 매사추세츠주 \| 53.43 \| 85.99 \| \| 버몬트주 \| 192.32 \| 309.50 \| \| 합계 \| 300.34 \| 483.35 \| |           |        |
| 지역 | 거리 (mi) | (km)   |
| 코네티컷주 | 54.59     | 87.85  |
| 매사추세츠주 | 53.43     | 85.99  |
| 버몬트주 | 192.32    | 309.50 |
| 합계 | 300.34    | 483.35 |

### 주별로 접촉하는 곳·도로
코네티컷주
- I-91 : 뉴헤이븐, 노스헤이븐(영어판), 하트퍼드, 이스트윈저(영어판), 엔필드 (코네티컷주)(영어판)
- I-691(영어판) : 메리던(영어판)
- I-291(영어판) : 사우스윈저(영어판)
- US 6·I-84 : 이스트하트퍼드
- US 44 : 이스트하트퍼드이며, 동시에 시내 중심가까지 통과함.

매사추세츠주
- I-91 : 스프링필드, 웨스트스프링필드(영어판), 노샘프턴, 하트필드(영어판), 웨이틀리(영어판)
- US 20 : 웨스트스프링필드
- US 202(영어판) : 홀리오크

버몬트주
- I-91 : 브래틀버로(영어판), 덤머스턴(영어판), 스프링필드, 하틀랜드(영어판), 하트퍼드(영어판), 노위치(영어판), 세인트 존스베리, 린던(영어판), 올리언스(영어판), 더비(영어판)
- US 4 : 화이트리버정션(영어판)이며, 해당 도로는 시내 중심가까지 이어줌.
- US 302(영어판) : 뉴버리(영어판)이며, 해당 도로는 마을 중심가까지 이어줌.
- US 2 : 세인트 존스베리이며, 해당 도로는 하나의 구역으로 이어줌.
- 캐나다 Route 143(영어판) : 더비라인(영어판) 근처의 미국-캐나다 국경

## 같이 보기
- 주간고속도로 제91호선